# David Haskell Hackworth

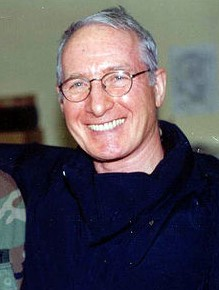
David Haskell Hackworth (1995)

David Haskell Hackworth (* 11. November 1930 in Venice  (Kalifornien); † 4. Mai 2005 in Tijuana in Mexiko) war ein US-amerikanischer Oberst, Militärexperte und der mit 78 Kampforden höchstdekorierte Infanterist der United States Army im 20. Jahrhundert.

## Leben
Im Alter von fünf Jahren verlor er beide Eltern und wurde in einem Heim untergebracht. Später lebte er bei seiner Großmutter, die ihm viel von kämpfenden Vorfahren berichtete. Mit zehn Jahren wurde er das Maskottchen einer Kaserne in Santa Monica. Dort putzte er Schuhe und man fertigte ihm eine kleine Uniform an.
1944 bewarb er sich mit gefälschten Papieren, die ein früheres Geburtsdatum auswiesen, bei der Handelsmarine. In Triest trug er schon eine Uniform als Soldat. Im Jahre 1950 meldete er sich für den Koreakrieg, um dort „Sex und Abenteuer“ zu erleben, wie er später berichtete. Dort diente er als jüngster Captain der US Army und soll sich im Gefecht als Held bewährt haben.
Nach dem Krieg fand er keine andere ihm gelegene Beschäftigung, so dass er Berufssoldat wurde. Er war in der Folgezeit in den USA und in Deutschland stationiert. In der 101. US-Luftlandedivision befehligte er ein Bataillon und wurde dort jüngster Colonel der US-Army. Er gründete die Tiger Force, einen Fernspähzug. Er fing an die Schriften von Mao Zedong und Che Guevara zu lesen. Zusammen mit S. L. A. Marshall schrieb er 1967 das The Vietnam Primer: Lessons learned. A critique of US army tactics and command practices in the small combat unit digested from historical research of main fighting operations from May 1966 to February 1967 über Kämpfe mit dem Vietcong.
Anfang 1971 wurde Hackworth zum Oberst befördert und erhielt den Befehl, das United States Army War College zu besuchen, ein Hinweis darauf, dass er für die Aufnahme in die Reihen der Generaloffiziere vorbereitet wurde. Er hatte eine frühere Gelegenheit an das Army War College zu gehen abgelehnt und lehnte auch 1971 ab, was auf sein mangelndes Interesse daran hinwies General zu werden und seine Unzufriedenheit mit dem Krieg und der Führung der US-Army demonstrierte.
Wieder in den USA nahm er eine kritische Stellung zur Kriegführung in Vietnam ein und klagte Karrieristen, Korruption und Kriegsverbrechen an. Im Fernsehen prophezeite er 1971 die Niederlage und den Fall von Saigon. Danach musste er die Armee verlassen. Er gab als Reaktion alle Orden und Ehrenmedaillen zurück, verließ die USA und ließ sich an der australischen Küste nieder. 
Während seines Vietnam-Dienstes wurde er beinahe vor ein Kriegsgericht gestellt, beispielsweise wegen der Führung eines Bordells, der Führung von Glücksspielhäusern und der Ausnutzung seiner Position zum persönlichen Vorteil, indem er seinen Sold manipulierte. Letztendlich entschied sich der zuständige Armeesekretär Robert Froehlke dafür, keine Anklage zu erheben und entschied, dass Hackworths Karriereerfolge seine angeblichen Missetaten überwogen und dass die Verfolgung eines ausgesprochenen Kriegshelden zu unnötiger schlechter Werbung für die Armee führen würde.
Er wurde in Australien Besitzer des Restaurants "Scaramouche", erwarb Immobilien und züchtete erfolgreich Enten. Auch engagierte er sich in der Anti-Atombewegung. Danach kehrte er in die USA zurück und erwarb den Ruf eines Militärexperten für Zeitungen und Fernsehanstalten.
1996 stellte er in einem Artikel für Newsweek die Berechtigung von zwei Orden an der Bandschnalle von Admiral Jeremy Michael Boorda, des Chief of Naval Operations, in Frage. Boorda trug die Orden Navy Commendation Medal und Navy Achievement Medal mit einem V für valor (Tapferkeit). Boorda beging nach der Veröffentlichung Suizid.
Als Reaktion auf Hackworths Untersuchung von Admiral Boordas Orden stellten CNN und die CBS Evening New die Richtigkeit von zwei der Orden Hackworths in Frage. In den Berichten wurde Hackworth insbesondere beschuldigt ein Ranger-Abzeichen, auf das er keinen Anspruch hatte, und ein zusätzliches Distinguished Flying Cross auf seiner Website zu beanspruchen. Hackworth drohte CBS zu verklagen und forderte eine formelle Prüfung seiner Militärunterlagen. Die Prüfung der Militärakten durch die US-Army ergab, dass die Armee 1988 einen Verwaltungsfehler begangen hat, als sie seine Medaillen und Auszeichnungen auflistete. Zusammen mit zahlreichen anderen Dekorationen hatte die Armee fälschlicherweise ein Ranger-Abzeichen und zwei Oak Leaf Clusters für das Distinguished Flying Cross aufgelistet. Die Prüfung ergab, dass er zu keinem Zeitpunkt eine militärische Auszeichnung getragen oder beansprucht hat, die nicht tatsächlich von der US-Armee ausgestellt wurde. Im Jahr 2002 wurde Hackworth in einem Interview mit Proceedings nach der Kontroverse gefragt. Im Interview erklärte er, dass er das Ranger-Abzeichen erhalten hat. Die Vergabe des Abzeichens im Jahr 1951 entsprach aber nicht den Kriterien der 1980er Jahre. Dazu hätte er 1951 erst das Combat Infantryman Badge von der Einheit bekommen müssen. Dieses Combat Infantryman Badge hatte er von einer anderen Einheit erhalten.
Er suchte die Kriegsschauplätze am Persischen Golf und auf dem Balkan auf und gründete die Vereinigung „Soldiers for the Truth“. Kurz bevor er an Blasenkrebs starb, enthüllte er, dass Donald Rumsfeld Kondolenzschreiben an Angehörige gefallener US-Soldaten mit einem Unterschriftenautomaten unterzeichnen ließ. Sein Leichnam wurde auf dem Nationalfriedhof Arlington beigesetzt (Section 34, Grave 417A).
In Francis Ford Coppolas Spielfilm Apocalypse Now ist Hackworth das Vorbild für die Figur Lieutenant Colonel Bill Kilgore, gespielt von Robert Duvall.

## Orden
Er erhielt über 90 Medaillen und Orden von der US-Army und anderen Armeen. Darunter zweimal das Distinguished Service Cross  den zweithöchsten Orden für Soldaten der US-Army, 10-mal der Silver Star, viermal die Legion of Merit, einmal das Distinguished Flying Cross, achtmal das Purple Heart und 34-mal die Air Medal.

## Werke
Neben der Mitautorschaft an The Vietnam Primer schrieb er zwei weitere Bücher mit S. L. A. Marshall. Zwei weitere Bücher schrieb er mit zwei anderen Mitautoren. 1999 veröffentlichte er den Roman The price of honor : a novel. In Deutschland wurde dieser Roman 2001 als Der Preis der Ehre veröffentlicht.
- mit S. L. A. Marshall: The Vietnam Primer: Lessons learned. A critique of US army tactics and command practices in the small combat unit digested from historical research of main fighting operations from May 1966 to February 1967. Lancer Militaria, Sims (Ark.) 1967.